# John Mwaura Nderu
John Mwaura Nderu est un boxeur kényan né le 18 mai 1946 et mort le 17 août 2017 à Nakuru.

## Carrière
Dans la catégorie des poids coqs, John Nderu est médaillé de bronze aux Jeux de l'Empire britannique et du Commonwealth de Kingston en 1966 puis médaillé d'or aux championnats d'Afrique de Nairobi en 1972. Aux Jeux olympiques d'été de 1972 à Munich, il est éliminé en quarts de finale par le Britannique George Turpin. 